# لويس كرامب
لويس كرامب هو محامي وسياسي أمريكي، ولد في 21 مايو 1916 في سانتا آنا في الولايات المتحدة، وتوفي في 6 أبريل 2019. نشط حزبياً في الحزب الديمقراطي. وقد انتخب عضو مجلس ولاية تكساس ‏.